# Villa Victoria (La Paz)
Villa Victoria es un barrio ubicado al noreste de la ciudad de La Paz, Bolivia. 

## Toponimia
La zona es conocida también como Villa Balazos por haber sido escenarios de diferentes eventos en el marco de la revolución de 1952 en Bolivia y otras revueltas populares y enfrentamientos en el marco de protestas sociales, también es conocida con el nombre de Cinco Patas. Su nombre oficial, Villa Victoria es una alusión al nombre de una de las integrantes de la familia Quintanilla Suazo, antiguos propietarios del sector.

## Características
La zona es una de las primeras urbanizaciones establecidas como tales en la ciudad de La Paz, como parte de la cultura popular del sector se encuentra la entrada folclórica dedicada  a la Virgen de la Asunción celebrada en agosto.